# Биатлон на зимней Универсиаде 2005
Соревнования по биатлону в рамках зимней Универсиады 2005 года в Инсбруке проходили с 15 по 20 января. Местом проведения соревнований стал биатлонный центр в Хохфильцене, в 110 км от Инсбрука. Было разыграно 10 комплектов наград: мужчины и женщины выявили сильнейших в индивидуальной гонке, спринте, преследовании, масс-старте и эстафетах.
В соревнованиях приняли участие 96 спортсменов — по 48 мужчин и женщин, представлявших 14 стран.

## Результаты соревнований
| Гонка                                                                                   | Женщины | Мужчины |
| --------------------------------------------------------------------------------------- | --- | --- |
| Индивидуальная гонка 1. 15 января 2005 Женщины: 15 км 2. 15 января 2005 Мужчины: 20 км  | Екатерина Юрьева 53:55.0 (1) Оксана Яковлева +28.4 (1) Наталья Бурдыга +28.9 (3) | Александр Беланенко 1:04:36.5 (1) Александр Сыман Павол Гурайт |
| Спринт 1. 16 января 2005 Женщины: 7,5 км 2. 16 января 2005 Мужчины: 10 км               | Магдалена Гвиздонь 23:13.6 (0) Оксана Хвостенко +24.0 (0) Наталья Бурдыга +37.0 (1) | Андрей Маковеев 25:41.1 (0) Александр Беланенко +53.0 Александр Сыман +1:22.0 |
| Гонка преследования 1. 17 января 2005 Женщины: 10 км 2. 17 января 2005 Мужчины: 12,5 км | Магдалена Гвиздонь 32:51.2 (2) Оксана Хвостенко +3.6 (1) Наталья Бурдыга +1:08.9 (2) | Андрей Маковеев 36:03.5 (5) Андрей Дериземля +29.9 (2) Александр Беланенко +54.8 (3) |
| Масс-старт 1. 19 января 2005 Женщины: 12,5 км 2. 19 января 2005 Мужчины: 15 км          | Оксана Хвостенко 46:19.1 (2) Людмила Ананько +1:13.9 (1) Ксения Зикункова +1:28.6 (3) | Михаил Кочкин 48:09.8 (3) Роман Прима +19.6 (4) Ярослав Соукуп +34.0 (4) |
| Эстафета 1. 20 января 2005 Женщины: 3×6 км 2. 20 января 2005 Мужчины 4×7,5 км           | Украина 1:06:40.1 (Оксана Яковлева, Инна Супрун, Оксана Хвостенко) Беларусь +55.5 (Дарья Домрачева, Ксения Зикункова, Людмила Ананько) Россия +1:37.0 (Елена Давгуль, Надежда Колесникова, Наталья Бурдыга) | Россия 1:29:17.7 (Виталий Чернышёв, Артём Ушаков, Михаил Кочкин, Алексей Соловьёв) Украина +1:46.2 (Олег Бережной, Роман Прима, Алексей Коробейников, Андрей Дериземля) Словакия +3:17.6 (Марек Матяшко, Павол Гурайт, Душан Шимочко, Мирослав Матяшко) |

## Медальный зачёт в биатлоне
| Место | Страна   |   |   |   | Всего |
| ----- | -------- | - | - | - | ----- |
| 1     | Россия   | 5 | 0 | 4 | 9     |
| 2     | Украина  | 3 | 7 | 1 | 11    |
| 3     | Польша   | 2 | 0 | 0 | 2     |
| 4     | Беларусь | 0 | 3 | 2 | 5     |
| 5     | Словакия | 0 | 0 | 2 | 2     |
| 6     | Чехия    | 0 | 0 | 1 | 1     |